# Yên

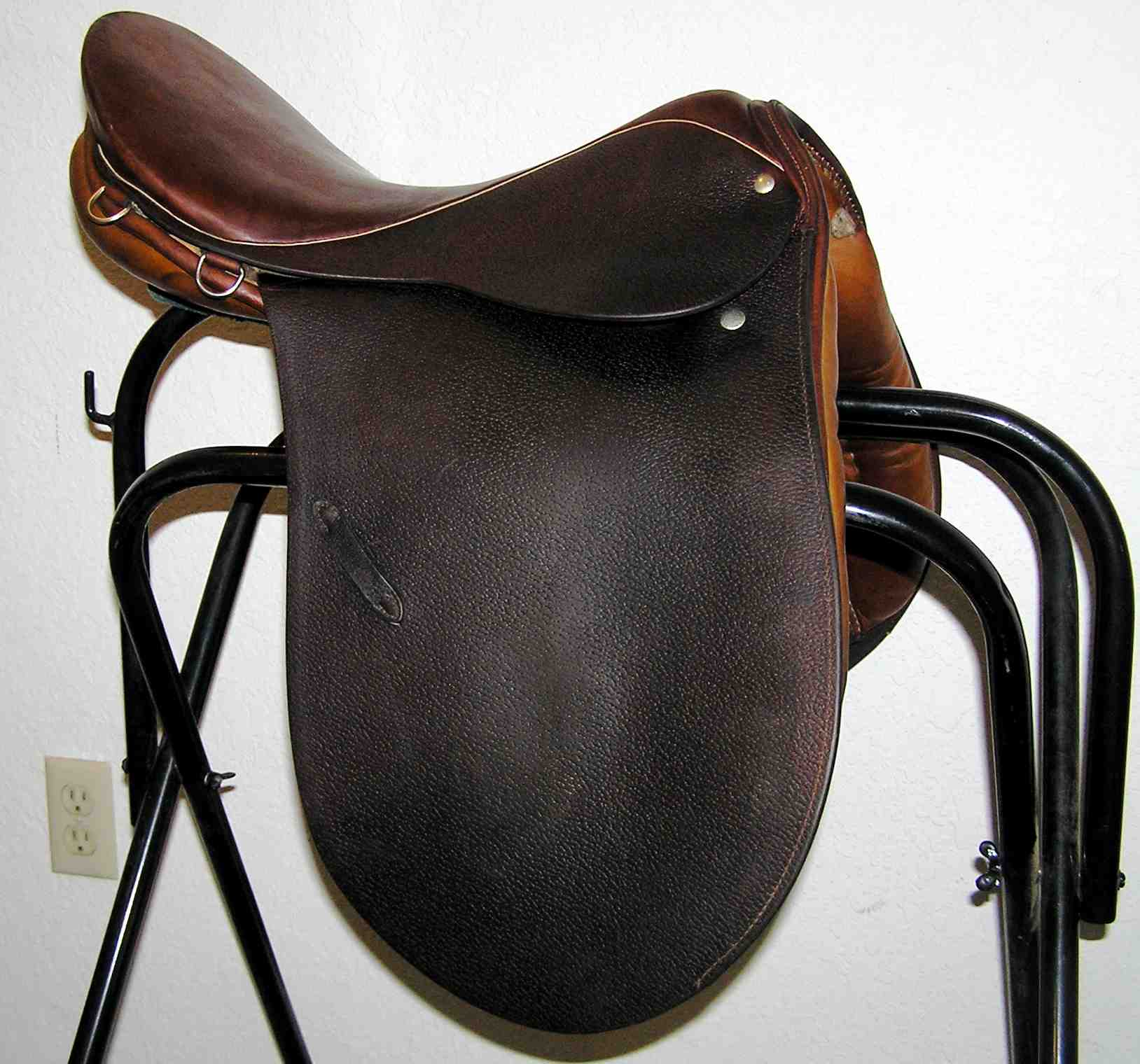
Yên ngựa kiểu Anh Quốc

Yên là cấu trúc nâng đỡ cho người cưỡi hay vật tải khác, đeo trên lưng động vật. Loại phổ biến nhất là cho ngựa, và cũng có những loại được thiết kế riêng cho lạc đà và các sinh vật khác.